# Плавання на літніх Олімпійських іграх 2020 — 100 метрів на спині (чоловіки)
Змагання з плавання на 100 метрів на спині серед чоловіків на літніх Олімпійських іграх 2020 тривали з 25 по 27 липня 2021 року в Олімпійському центрі водних видів спорту. Це була двадцять шоста поява цієї дисципліни на Олімпійських іграх. Її проводили на кожній Олімпіаді починаючи з 1904 року за винятком 1964-го.

## Рекорди
Перед цими змаганнями чинні світовий і олімпійський рекорди були такими:

## Кваліфікація
Олімпійський кваліфікаційний норматив для цієї дисципліни становить 53,85 секунди. За цим нормативом від кожного Національного олімпійського комітету (NOC) можуть автоматично кваліфікуватися щонайбільше два плавці, виконавши його на затверджених кваліфікаційних змаганнях. Норматив олімпійського відбору становить 55,47 секунди. За цим нормативом від кожного НОК може кваліфікуватися щонайбільше один плавець, що посідає досить високе місце у світовому рейтингу, поки не буде вичерпано квоту для всіх плавальних дисциплін. НОК, що ще не має плавця в жодній дисципліні, може скористатися зі свого права на універсальну квоту.

## Формат змагань
Змагання складаються з трьох раундів: попередні запливи, півфінали та фінал. Плавці, що показали 16 найкращих результатів у попередніх запливах, виходять до півфіналів. Плавці, що показали 8 найкращих результатів у півфіналах, виходять до фіналу. У тому разі, коли на останнє місце потрапляння до півфіналів чи фіналу претендують два чи більше плавця з однаковим часом, передбачено перепливання.

## Розклад
Змагання тривають три дні, кожний раунд наступного дня.
Часовий пояс - японський стандартний час (UTC + 9)
| Дата     | Час   | Раунд             |
| -------- | ----- | ----------------- |
| 25 липня | 19:51 | Попередні запливи |
| 26 липня | 11:31 | Півфінали         |
| 27 липня | 10:59 | Фінал             |

## Результати

### Попередні запливи
Плавці, що показали 16 найкращих результатів незалежно від запливу, виходять до півфіналу.
| Місце | Заплив | Доріжка | Плавець                  | Країна                           | Час   | Примітки |
| ----- | ------ | ------- | ------------------------ | -------------------------------- | ----- | -------- |
| 1     | 5      | 4       | Климент Колесников       | Олімпійський комітет Росії (ROC) | 52.15 | Q        |
| 2     | 5      | 3       | Томас Чеккон             | Італія (ITA)                     | 52.49 | Q        |
| 3     | 4      | 4       | Сюй Цзяюй                | Китай (CHN)                      | 52.70 | Q        |
| 4     | 5      | 5       | Мітч Ларкін              | Австралія (AUS)                  | 52.97 | Q        |
| 5     | 5      | 2       | Іріє Рьосуке             | Японія (JPN)                     | 52.99 | Q        |
| 6     | 6      | 2       | Йоанн Ндує-Бруар         | Франція (FRA)                    | 53.13 | Q        |
| 7     | 6      | 4       | Євген Рилов              | Олімпійський комітет Росії (ROC) | 53.22 | Q        |
| 7     | 6      | 5       | Раян Мерфі               | США (USA)                        | 53.22 | Q        |
| 9     | 5      | 6       | Уго Гонсалес             | Іспанія (ESP)                    | 53.45 | Q        |
| 10    | 4      | 3       | Мевен Томак              | Франція (FRA)                    | 53.49 | Q        |
| 11    | 4      | 6       | Гільєрме Гвідо           | Бразилія (BRA)                   | 53.65 | Q        |
| 12    | 6      | 6       | Роберт Глінце            | Румунія (ROM)                    | 53.67 | Q        |
| 13    | 4      | 7       | Айзек Купер              | Австралія (AUS)                  | 53.73 | Q        |
| 14    | 3      | 5       | Марек Ульріх             | Німеччина (GER)                  | 53.74 | Q        |
| 15    | 4      | 5       | Гантер Армстронґ         | США (USA)                        | 53.77 | Q        |
| 15    | 6      | 3       | Апостолос Хрістоу        | Греція (GRE)                     | 53.77 | Q        |
| 17    | 4      | 2       | Люк Грінбенк             | Велика Британія (GBR)            | 53.79 |          |
| 17    | 5      | 7       | Сімоне Саббіоні          | Італія (ITA)                     | 53.79 |          |
| 19    | 6      | 7       | Маркус Тормеєр           | Канада (CAN)                     | 53.80 |          |
| 20    | 3      | 8       | Гільєрме Бассето         | Бразилія (BRA)                   | 53.84 |          |
| 20    | 5      | 8       | Лі Чу Хо                 | Південна Корея (KOR)             | 53.84 |          |
| 22    | 3      | 2       | Ке Чженвень              | Сінгапур (SGP)                   | 53.94 |          |
| 23    | 2      | 6       | Кацпер Стоковський       | Польща (POL)                     | 53.99 |          |
| 24    | 5      | 1       | Пітер Кутзе              | ПАР (RSA)                        | 54.05 |          |
| 25    | 3      | 4       | Оле Брауншвайґ           | Німеччина (GER)                  | 54.14 |          |
| 26    | 6      | 1       | Коул Пратт               | Канада (CAN)                     | 54.27 |          |
| 27    | 3      | 6       | Сріхарі Натарадж         | Індія (IND)                      | 54.31 |          |
| 28    | 2      | 2       | Франсіску Сантуш         | Португалія (POR)                 | 54.35 |          |
| 29    | 4      | 8       | Адам Телегді             | Угорщина (HUN)                   | 54.42 |          |
| 30    | 2      | 5       | Ян Чейка                 | Чехія (CZE)                      | 54.69 |          |
| 31    | 3      | 7       | Яків Тумаркін            | Ізраїль (ISR)                    | 54.81 |          |
| 32    | 2      | 3       | Ділан Картер             | Тринідад і Тобаго (TTO)          | 54.82 |          |
| 33    | 3      | 1       | Микита Цмих              | Білорусь (BLR)                   | 54.88 |          |
| 34    | 1      | 4       | Мердан Атаєв             | Туркменістан (TKM)               | 55.24 |          |
| 35    | 3      | 3       | Бернгард Райтсгаммер     | Австрія (AUT)                    | 55.26 |          |
| 36    | 2      | 4       | Міхаель Лайтаровський    | Ізраїль (ISR)                    | 55.34 |          |
| 37    | 2      | 7       | Калоян Левтеров          | Болгарія (BUL)                   | 55.60 |          |
| 38    | 4      | 1       | Даньєл Мартін            | Румунія (ROM)                    | 56.91 |          |
| 39    | 1      | 5       | Габріель Кастільйо       | Болівія (BOL)                    | 58.24 |          |
| 40    | 1      | 3       | Герініаво Расолонджатово | Мадагаскар (MAD)                 | 59.81 |          |
| 41    | 6      | 8       | Річард Бохуш             | Угорщина (HUN)                   | DSQ   |          |

### Півфінали
Плавці, що показали 8 найкращих результатів незалежно від запливу, виходять до фіналу.
| Місце | Заплив | Доріжка | Плавець            | Країна                           | Час   | Примітки |
| ----- | ------ | ------- | ------------------ | -------------------------------- | ----- | -------- |
| 1     | 1      | 6       | Раян Мерфі         | США (USA)                        | 52.24 | Q        |
| 2     | 2      | 4       | Климент Колесников | Олімпійський комітет Росії (ROC) | 52.29 | Q        |
| 3     | 1      | 5       | Мітч Ларкін        | Австралія (AUS)                  | 52.76 | Q        |
| 4     | 1      | 4       | Томас Чеккон       | Італія (ITA)                     | 52.78 | Q        |
| 5     | 2      | 6       | Євген Рилов        | Олімпійський комітет Росії (ROC) | 52.91 | Q        |
| 6     | 2      | 5       | Сюй Цзяюй          | Китай (CHN)                      | 52.94 | Q        |
| 7     | 2      | 2       | Уго Гонсалес       | Іспанія (ESP)                    | 53.05 | Q        |
| 8     | 1      | 7       | Роберт Глінце      | Румунія (ROU)                    | 53.20 | Q        |
| 9     | 2      | 3       | Іріє Рьосуке       | Японія (JPN)                     | 53.21 |          |
| 9     | 2      | 8       | Гантер Армстронґ   | США (USA)                        | 53.21 |          |
| 11    | 1      | 8       | Апостолос Хрістоу  | Греція (GRE)                     | 53.41 |          |
| 12    | 2      | 1       | Айзек Купер        | Австралія (AUS)                  | 53.43 |          |
| 13    | 1      | 1       | Марек Ульріх       | Німеччина (GER)                  | 53.54 |          |
| 14    | 1      | 2       | Мевен Томак        | Франція (FRA)                    | 53.62 |          |
| 15    | 2      | 7       | Гільєрме Гвідо     | Бразилія (BRA)                   | 53.80 |          |
| 16    | 1      | 3       | Йоанн Ндує-Бруар   | Франція (FRA)                    | DSQ   |          |

### Фінал
| Місце | Доріжка | Плавець            | Країна                           | Час   | Примітки |
| ----- | ------- | ------------------ | -------------------------------- | ----- | -------- |
| 1     | 2       | Євген Рилов        | Олімпійський комітет Росії (ROC) | 51.98 | ER       |
| 2     | 5       | Климент Колесников | Олімпійський комітет Росії (ROC) | 52.00 |          |
| 3     | 4       | Раян Мерфі         | США (USA)                        | 52.19 |          |
| 4     | 6       | Томас Чеккон       | Італія (ITA)                     | 52.30 |          |
| 5     | 7       | Сюй Цзяюй          | Китай (CHN)                      | 52.51 |          |
| 6     | 1       | Уго Гонсалес       | Іспанія (ESP)                    | 52.78 |          |
| 7     | 3       | Мітч Ларкін        | Австралія (AUS)                  | 52.79 |          |
| 8     | 8       | Роберт Глінце      | Румунія (ROU)                    | 52.95 |          |